# Alfonso de Portago
Alfonso Antonio Vicente Eduardo Angel Blas Francisco de Borja Cabeza de Vaca y Leighton ili jednostavno Alfonso de Portago (London, Ujedinjeno Kraljevstvo, 11. listopada, 1928. – Mille Miglia, Italija, 12. svibnja 1957.) je bivši španjolski vozač automobilističkih utrka.

## Karijera
Rođen je u Londonu, no odrastao je u Biarritzu u Francuskoj. Njegov otac Antonio Cabeza de Vaca, preminuo je tijekom polo utakmice. Majka Olga Leighton bila je Irkinja. Njezin prvi suprug, Francis John Mackey, izvršio je samoubojstvo zbog svoje bolesti, te ostavio Olgi golemo bogatsvo.
Alfonso je počeo svoju automobilističku karijeru 1953., nakon susreta s Luigijem Chinettijem, Ferrarijevim uvoznikom u SAD-u, koji ga je priupitao za sudjelovanje u utrci Carrera Panamericana, kao njegov suvozač. Sljedeće godine, Portago je kupio svoj vlastiti Ferrari i zajedno s Harryjem Schellom kao suvozačem, osvojio 2. mjesto na utrci 1000 km Buenos Airesa. Nakon toga prodaje svoj Ferrari i kupuje bolid Maserati.

## Rezultati u Formuli 1
| Sezona | Momčad           | Šasija       | Motor      | Utrke | Pobjede | Podiji | Bodovi | Plasman |
| ------ | ---------------- | ------------ | ---------- | ----- | ------- | ------ | ------ | ------- |
| 1956.  | Scuderia Ferrari | Ferrari D50  | Ferrari V8 | 4     | 0       | 1      | 3      | 15.     |
| 1957.  | Scuderia Ferrari | Ferrari D50A | Ferrari V8 | 1     | 0       | 0      | 1      | 20.     |

## Pobjede
1954.
- Circuit de Metz (S2.0)
- Bahamas Automobile Cup

1955.
- Governor's Trophy
- Nassau Ferrari Race

1956.
- Circuito do Porto
- Tour de France
- Coupes du Salon (GT/T+1.3)

1957.
- Coupes de Vitesse

## Vanjske poveznice
- Portago - racing-reference.info
- Alfonso de Portago na Racing Sports Cars